# Shimokitayama
Shimokitayama (下北山村?) è un villaggio giapponese della prefettura di Nara.